# بودوین روئل
بودوین روئل (هلندی: Boudewijn Röell؛ زادهٔ ۱۲ مهٔ ۱۹۸۹) قایقران روئینگ اهل هلند است.
از افتخارات وی میتوان به کسب مدال برنز هشت نفره تک پارو در بازی‌های المپیک تابستانی ۲۰۱۶ اشاره کرد.